# Товт Марія Іванівна
Марія Іванівна Товт (нар. 3 вересня 1952, село Сімерки, тепер Перечинського району Закарпатської області) — українська радянська діячка, пташниця-оператор Закарпатської птахофабрики Ужгородського району Закарпатської області. Депутат Верховної Ради УРСР 11-го скликання.

## Біографія
Освіта середня.
З 1969 року — пташниця-оператор Закарпатської птахофабрики імені 50-річчя СРСР села Концово Ужгородського району Закарпатської області.
Член КПРС з 1978 року.
Потім — на пенсії в селі Концово Ужгородського району Закарпатської області.

## Нагороди
- ордени
- медалі